# 攻擊戰鬥機

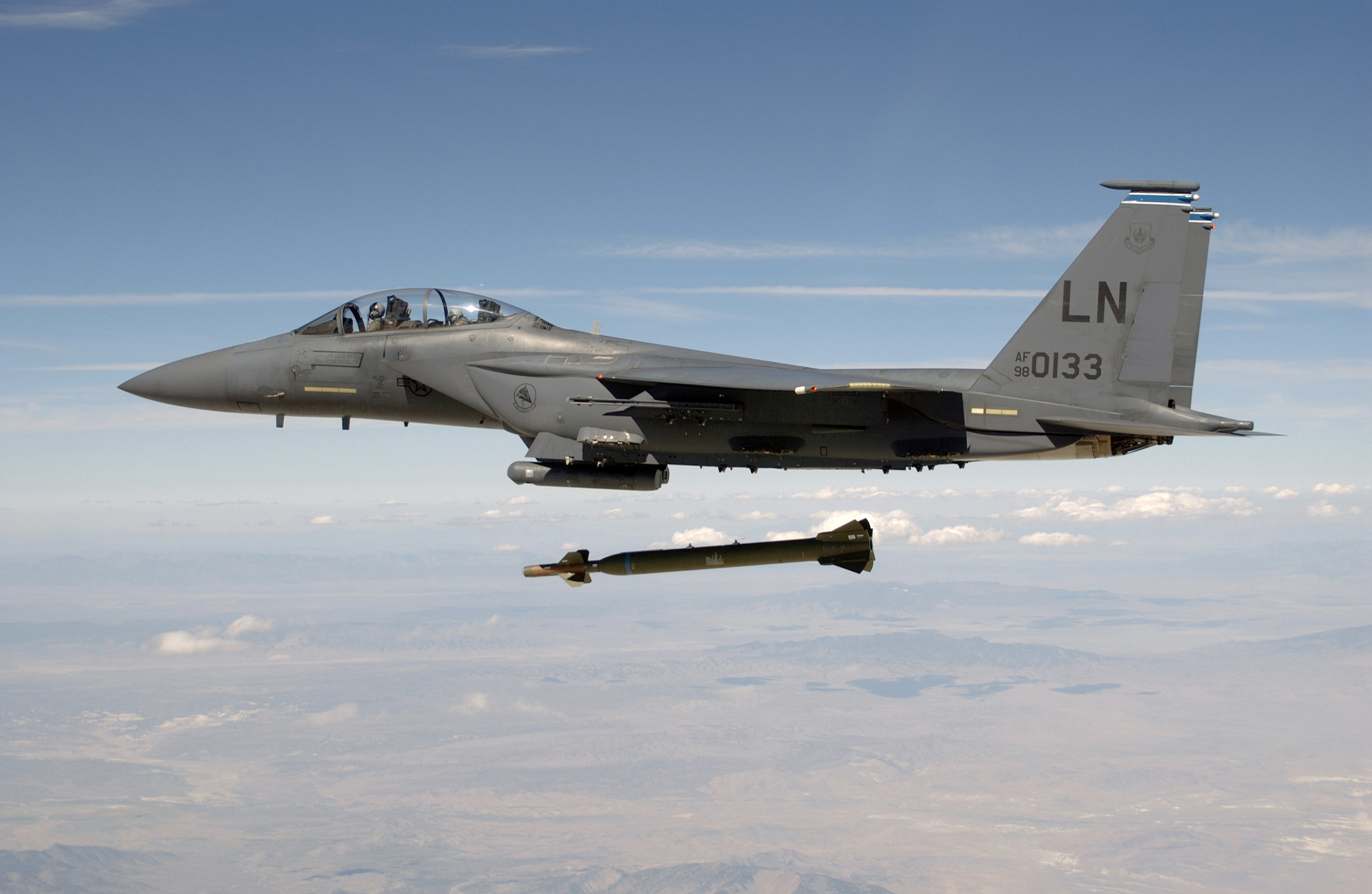
一架美国空军F-15E打擊鹰戰鬥轟炸機投下一枚 GBU-28精确制导炸弹。

依据当前军事分类，攻击战斗机是一种多用途的作战飞机，主要用于执行攻击任务，同时兼顾战斗机的空对空作战特性。这类飞机类似于战斗轰炸机，但更侧重于空对空作战能力。当代美国的攻击战斗机包括F-15E、F/A-18E/F超级大黄蜂、F-35闪电II等。

## 历史

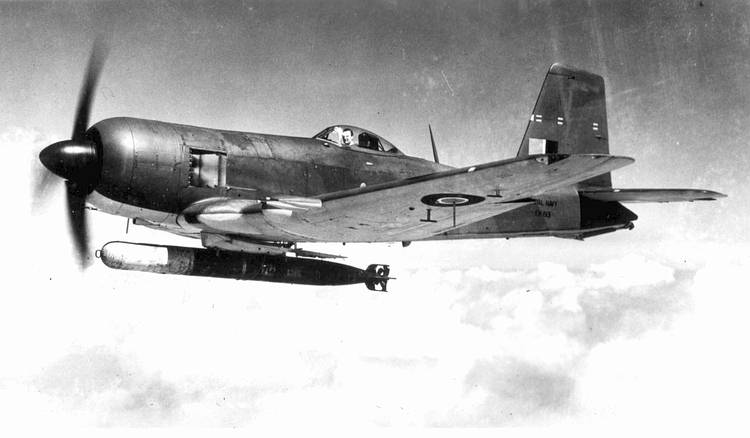
煽動者TF Mk.IV

出现于1940年代的海军中，“攻击战斗机”在海军中被定义为能够执行空袭任务的战斗机，例如英国的西陆飞龙攻击战斗机、布雷克本煽动者攻击战斗机和焰顶。
“轻量战术攻击战斗机(LWTSF)”是指符合建立于1953年12月的北约基础军备1号（NBMR-1）规格的军事飞机。曾按照该规格提交竞标的有意大利Aerfer射手II型、法国Breguet Br.1001 Taon、Dassault Étendard VI、G.91战斗机和Sud-Est Baroudeur。
“攻击战斗机”在1970年代末开始逐渐被美国海军采用，甚至成为F/A-18的正式名称 所使用，甚至成为。至1983年，美国海军将所有现有的战斗机攻击中队更名为攻击战斗机中队，以强调其为空对地特殊作战部队。
这个名称很快被其他非海上单位采用。当F-15E投入服役时，它最初被称为“双功能战斗机”，但随后迅速改称为战斗机 。
于1995年，美国联合先进打击技术方案将其改名为联合攻击战斗机计划。该计划导致F-35闪电II系列的隐形第五代多用途战机可执行攻击、侦察和防空任务。

## 现代攻击战斗机
- F-15E打擊鷹式戰鬥轟炸機
- F-15SE沉默鷹式戰鬥機
- F/A-18E/F超級大黃蜂式打擊戰鬥機
- F-35閃電II戰鬥機
- F-CK-1經國號戰鬥機
- 龍捲風戰鬥機
- 颱風戰鬥機
- 飆風戰鬥機
- 殲-15
- 殲-16
- 苏-30MKK战斗机
- 苏-34战斗轰炸机

### 引文
1. ↑  "Aerospace Engineering, Volume 6." （页面存档备份，存于） Institute of the Aerospace Sciences, 1947.
2. ↑  .   [2018-08-31]. （原始内容存档于2019-08-11）.
3. ↑  Angelucci, Enzo; Matricardi, Paolo. . Maidenhead: Sampson Low Guides. 1980: 273. ISBN 0-562-00136-0.
4. ↑  "Inside story of the troubled F/A-18." Popular Science, Volume 223, Issue 4, October 1983. ISSN 0161-7370. Retrieved: 23 December 2011. Quote: ... can fly either as a fighter or an attack plane [...] In Navy parlance, it is a strike fighter.
5. ↑  "The FY 1981 military programs." Bulletin of the Atomic Scientists, Volume 36, Issue 6, June 1980, p. 38. ISSN 0096-3402. Retrieved: 23 December 2011.
6. ↑  Polmar 1997, p. 343.
7. ↑  Defence Update (International), Issues 79-84, p. 43.
8. ↑  "Joint Strike Fighter (JSF)." （页面存档备份，存于） globalsecurity.org. Retrieved: 2 February 2011.